# Ryan Anderson (basket-ball)
Pour les articles homonymes, voir Ryan Anderson et Anderson.
Ryan James Anderson, né le 6 mai 1988 à Sacramento en Californie, est un joueur américain de basket-ball évoluant au poste d'ailier fort.

## Biographie
Lors de sa seconde (et dernière) année universitaire avec l'équipe des Golden Bears de Californie (2007-2008), il réalise des statistiques de 21,1 points et 9,9 rebonds par match.
Big man doté d'un bon tir extérieur, il est retenu en 21e position par les New Jersey Nets lors de la draft 2008, avant d'être transféré au Magic d'Orlando en 2009.
Le 8 juillet 2012, il est échangé contre Gustavo Ayón et s'engage avec les Hornets de la Nouvelle-Orléans pour quatre ans et 36 millions de dollars.
Le 2 juillet 2016 , Il s'engage avec les Rockets de Houston pour quatre ans et 80 millions de dollars.
Le 30 août 2018, il est envoyé aux Suns de Phoenix en échange de Brandon Knight et de Marquese Chriss.
Le 6 février 2019, il est envoyé au Heat de Miami en échange de Tyler Johnson et Wayne Ellington.
Le 6 juillet 2019, il est coupé par le Heat de Miami.
Le 18 novembre 2019, deux mois après avoir signé avec les Rockets de Houston, il est coupé par la franchise texane.

## Palmarès
- Élu Most Improved Player lors de la saison 2011-2012[5].
- Joueur ayant réussi le plus de tirs à trois points sur une saison en 2012 (166)[6].
- Joueur ayant tenté le plus de tirs à trois points sur une saison en 2012 (422)[6].

## Statistiques

### Universitaires
Statistiques en matchs universitaires de Ryan Anderson
| Saison    | Équipe     | Matchs | Titul. | Min./m | % Tir | % 3pts | % LF | Rbds/m. | Pass/m. | Int/m. | Ctr/m. | Pts/m. |
| --------- | ---------- | ------ | ------ | ------ | ----- | ------ | ---- | ------- | ------- | ------ | ------ | ------ |
| 2006-2007 | Californie | 33     | 33     | 33,2   | 47,6  | 38,2   | 79,8 | 8,15    | 0,48    | 0,67   | 0,55   | 16,33  |
| 2007-2008 | Californie | 33     | 32     | 32,8   | 49,1  | 41,3   | 86,9 | 9,97    | 1,42    | 0,36   | 0,55   | 21,12  |
| Carrière  | Carrière   | 66     | 65     | 33,0   | 48,4  | 39,7   | 84,1 | 9,06    | 0,95    | 0,52   | 0,55   | 18,73  |

### NBA

#### Saison régulière
| Meilleure progression de l'année |

Légende :
gras = ses meilleures performances
| Saison     | Équipe           | Matchs | Titul. | Min./m | % Tir | % 3pts | % LF | Rbds/m. | Pass/m. | Int/m. | Ctr/m. | Pts/m. |
| ---------- | ---------------- | ------ | ------ | ------ | ----- | ------ | ---- | ------- | ------- | ------ | ------ | ------ |
| 2008-2009  | New Jersey       | 66     | 30     | 19,9   | 39,3  | 36,5   | 84,5 | 4,71    | 0,79    | 0,67   | 0,30   | 7,38   |
| 2009-2010  | Orlando          | 63     | 6      | 14,5   | 43,6  | 37,0   | 86,6 | 3,21    | 0,59    | 0,40   | 0,22   | 7,73   |
| 2010-2011  | Orlando          | 64     | 14     | 22,3   | 43,0  | 39,3   | 81,2 | 5,55    | 0,81    | 0,47   | 0,59   | 10,64  |
| 2011-2012* | Orlando          | 61     | 61     | 32,2   | 43,9  | 39,3   | 87,7 | 7,72    | 0,89    | 0,82   | 0,43   | 16,07  |
| 2012-2013  | Nouvelle-Orléans | 81     | 22     | 30,9   | 42,3  | 38,2   | 84,4 | 6,41    | 1,20    | 0,52   | 0,38   | 16,16  |
| 2013-2014  | Nouvelle-Orléans | 22     | 14     | 36,1   | 43,8  | 40,9   | 95,2 | 6,45    | 0,77    | 0,45   | 0,32   | 19,82  |
| 2014-2015  | Nouvelle-Orléans | 61     | 5      | 27,5   | 39,9  | 34,0   | 85,4 | 4,84    | 0,90    | 0,54   | 0,33   | 13,66  |
| 2015-2016  | Nouvelle-Orléans | 66     | 7      | 30,4   | 42,7  | 36,6   | 87,3 | 6,00    | 1,11    | 0,58   | 0,38   | 17,03  |
| 2016-2017  | Houston          | 72     | 72     | 29,4   | 41,9  | 40,4   | 86,0 | 4,54    | 0,96    | 0,44   | 0,19   | 13,64  |
| Carrière   | Carrière         | 556    | 231    | 26,5   | 42,3  | 38,1   | 86,1 | 5,43    | 0,91    | 0,55   | 0,35   | 13,16  |

Note: * Cette saison a été réduite de 82 à 66 matchs en raison du Lock out.

Dernière modification le 12 avril 2017

#### Playoffs
| Saison   | Équipe           | Matchs | Titul. | Min./m | % Tir | % 3pts | % LF  | Rbds/m. | Pass/m. | Int/m. | Ctr/m. | Pts/m. |
| -------- | ---------------- | ------ | ------ | ------ | ----- | ------ | ----- | ------- | ------- | ------ | ------ | ------ |
| 2010     | Orlando          | 9      | 0      | 9,9    | 31,0  | 28,6   | 100,0 | 3,44    | 0,33    | 0,22   | 0,22   | 2,56   |
| 2011     | Orlando          | 6      | 0      | 24,6   | 26,7  | 30,0   | 100,0 | 4,50    | 0,50    | 0,83   | 0,17   | 4,67   |
| 2012     | Orlando          | 5      | 5      | 34,4   | 34,1  | 40,0   | 85,7  | 4,60    | 0,80    | 0,60   | 0,40   | 9,60   |
| 2015     | Nouvelle-Orléans | 4      | 0      | 23,7   | 44,4  | 41,7   | 100,0 | 4,25    | 2,25    | 0,00   | 0,50   | 10,75  |
| 2017     | Houston          | 11     | 9      | 24,0   | 39,1  | 28,3   | 87,5  | 5,27    | 0,64    | 0,55   | 0,18   | 9,36   |
| Carrière | Carrière         | 35     | 14     | 24,0   | 36,4  | 32,4   | 91,7  | 4,46    | 0,74    | 0,46   | 0,26   | 7,00   |

Dernière modification le 11 mai 2017

## Records sur une rencontre en NBA
Les records personnels de Ryan Anderson en NBA sont les suivants, :
| Type de statistique        | Saison régulière | Saison régulière            | Saison régulière | Playoffs | Playoffs                 | Playoffs      |
| Type de statistique        | Record           | Adversaire                  | Date             | Record   | Adversaire               | Date          |
| -------------------------- | ---------------- | --------------------------- | ---------------- | -------- | ------------------------ | ------------- |
| Points                     | 36               | 2 fois                      | 2 fois           | 26       | Warriors de Golden State | 23 avril 2015 |
| Paniers marqués            | 13               | 4 fois                      | 4 fois           | 10       | Warriors de Golden State | 23 avril 2015 |
| Paniers tentés             | 25               | 2 fois                      | 2 fois           | 14       | 2 fois                   | 2 fois        |
| Paniers à 3 points réussis | 8                | 4 fois                      | 4 fois           | 4        | 4 fois                   | 4 fois        |
| Paniers à 3 points tentés  | 16               | @ Timberwolves du Minnesota | 17 décembre 2016 | 10       | @ Spurs de San Antonio   | 1er mai 2017  |
| Lancers francs réussis     | 13               | @ Jazz de l'Utah            | 16 décembre 2015 | 4        | 2 fois                   | 2 fois        |
| Lancers francs tentés      | 13               | @ Jazz de l'Utah            | 16 décembre 2015 | 4        | 3 fois                   | 3 fois        |
| Rebonds offensifs          | 11               | @ 76ers de Philadelphie     | 30 janvier 2012  | 4        | 2 fois                   | 2 fois        |
| Rebonds défensifs          | 11               | 2 fois                      | 2 fois           | 9        | Thunder d'Oklahoma City  | 16 avril 2017 |
| Rebonds totaux             | 20               | @ 76ers de Philadelphie     | 30 janvier 2012  | 12       | Thunder d'Oklahoma City  | 16 avril 2017 |
| Passes décisives           | 5                | 3 fois                      | 3 fois           | 4        | Warriors de Golden State | 25 avril 2015 |
| Interceptions              | 5                | Bucks de Milwaukee          | 3 mars 2012      | 2        | 3 fois                   | 3 fois        |
| Contres                    | 3                | 2 fois                      | 2 fois           | 2        | 2 fois                   | 2 fois        |
| Balles perdues             | 6                | @ Rockets de Houston        | 2 décembre 2015  | 3        | 3 fois                   | 3 fois        |
| Minutes jouées             | 57               | @ Bulls de Chicago          | 2 décembre 2013  | 39       | @ Pacers de l'Indiana    | 8 mai 2012    |

- Double-double : 54
- Triple-double : 0

Dernière mise à jour : 16 janvier 2021